# Werner Schneeberger
Werner Schneeberger va ser un tirador suís que va competir a començaments del segle xx.
El 1920 va prendre part en els Jocs Olímpics d'Anvers, on disputà tres proves del programa de tir. Guanyà la medalla de bronze en les proves de rifle lliure 300 metres, 3 posicions per equips i rifle militar 300 i 600 m, bocaterrosa per equips.